# 達蘭扎德嘎德機場
達蘭扎德嘎德機場（IATA代碼：DLZ，ICAO代碼：ZMDZ）是一座位於蒙古國南戈壁省達蘭扎德嘎德的機場，其主要民航業務為蒙古國內線。雖然該機場被蒙古民航局定義為國際機場，但其並沒有任何定期國際航班。

## 航空公司與目的地
| 航空公司     | 目的地   |
| ------------ | -------- |
| 蒙古民用航空 | 乌兰巴托 |
| 伊斯尼斯航空 | 乌兰巴托 |